# Song Chaoqing
Dans ce nom chinois, le nom de famille, Song, précède le nom personnel.
Pour les articles homonymes, voir Song (homonymie).
Song Chaoqing (chinois : 宋朝卿 ; pinyin : Sòng Cháoqīng), née le 21 mars 1991 à Baishan, est une biathlète chinoise. Elle fait partie de l'équipe nationale depuis 2008.

## Biographie
Lors de la saison 2008-2009, elle obtient un podium en relais en Coupe du monde à Ruhpolding, où elle est onzième du sprint. En ouverture de la saison 2009-2010, elle se retrouve cinquième du sprint d'Östersund, son meilleur résultat individuel dans l'élite.
Elle participe aux Jeux olympiques d'hiver de 2010 et de 2014.
Sa dernière saison internationale a lieu en 2014-2015.

## Palmarès

### Jeux olympiques
| 'Épreuve / Édition             | Individuel | Sprint | Poursuite | Départ en masse | Relais | Relais mixte                     |
| Jeux olympiques 2010 Vancouver | 53e        | 32e    | 43e       | —               | 9e     | Épreuve inexistante à cette date |
| Jeux olympiques 2014 Sotchi    | —          | 63e    | —         | —               | 15e    | —                                |

- — : course non disputée par la biathlète
- : épreuve inexistante lors de cette édition.

### Championnats du monde
| Épreuve / Édition         | Individuel | Sprint | Poursuite | Départ en masse | Relais | Relais mixte |
| Mondiaux 2009 Pyeongchang | -          | 37e    | 44e       | -               | 7e     | -            |
| Mondiaux 2012 Ruhpolding  | 77e        | 80e    |           | -               | 25e    | 26e          |
| Mondiaux 2013 Nové Město  | 78e        | -      | -         | -               | 16e    | -            |
| Mondiaux 2015 Kontiolahti | DNS        | 57e    | 46e       | -               | 17e    | -            |

Légende :

 :épreuve inexistante

- : n'a pas participé à l'épreuve

DNS : inscrite, mais n'a pas pris le départ

### Coupe du monde
- Meilleur classement général : 34e en 2010.
- Meilleur résultat individuel : 5e
- 1 podium en relais : 1 troisième place.

#### Différents classements en Coupe du monde
| Année     | Classement général final | Sprint | Poursuite | Individuel | Mass start |
| 2008-2009 | 63e                      | 55e    | 43e       | 70e        | -          |
| 2009-2010 | 34e                      | 32e    | 47e       | 31e        | 34e        |
| 2013-2014 | 65e                      | 79e    | 57e       | -          | -          |